# William Kumuyi
William Kumuyi, né le 6 juin 1941, est un pasteur nigérian et le surveillant général de la Deeper Life Bible Church.

## Biographie
Kumuyi est né le 6 juin 1941 dans une famille anglicane à Erin-Ijesha, dans l’État d'Osun, Nigeria . En 1964, après avoir visité une église pentecôtiste, l’Apostolic Faith Church, il expérimente une nouvelle naissance. Il a étudié en mathématiques à l’Université d'Ibadan et a obtenu un Bachelor of Science en 1967 .

### Ministère
En 1973, tout en étant professeur de mathématique à l'Université de Lagos, William commence un groupe d'étude biblique avec 15 étudiants qui étaient venus lui demander une formation biblique. Le Deeper Life Bible Ministry est ainsi fondé. En 1975, il a été expulsé de son église pour avoir prêché sur le baptême du Saint-Esprit . Il a continué son ministère indépendant, qui en 1982 est devenu la Deeper Life Bible Church . En janvier 2017, en raison d’une nouvelle loi nigériane qui limite le pastorat à 20 années continues dans la même église, il quitte sa fonction de Surveillant général national, mais conserve son poste au niveau international. Il est un pasteur charismatique et engagé, fondateur de l'Église Biblique de la Vie Profonde. Sa congrégation à Lagos, qui regroupe plus de 120 000 fidèles, est la plus grande d'Afrique et la troisième plus importante au monde. Conférencier très recherché, il a formé des centaines de ressortissants de divers pays africains. Fort d'une riche expérience, il a animé des conférences auprès de ministres, de leaders d’églises et de missionnaires. Instrument de Dieu, il a contribué à l’implantation d’églises en Afrique, en Europe, en Asie et en Amérique.

## Programme
Juin 2021 Kumuyi a initié La Grande croisade avec Kumuyi qui s'est tenu au Nigeria pour sa première édition. Dénommée Globale Crusade with Kumuyi (GCK), c'est un programme d'évangélisation qui a entrainer plusieurs personnes a Christ vu les guérison, miracles et salut durant ce programme.Apres deux année de tenu de ce programme au Nigeria le Togo est le premier pays a l'abrité.